# Core Magazine
Core Magazine Co. Ltd. (株式会社コアマガジン?) es una editorial japonesa especializada en publicar material para adultos, tales como revistas y mangas de género hentai y yaoi, siendo una de las obras más conocida Kirepapa. La compañía fue fundada en 1985 bajo el nombre de Shōnen Shuppansha (株式会社少年出版社?). La editorial es dueña de una cadena de librerías llamadas "Core Books".
En julio de 2002, un número especial de la revista Bubka de Core Magazine publicó fotos de la infancia no autorizadas de varios ídolos femeninos, entre ellos Norika Fujiwara, Kyōko Fukada y Natsumi Abe. La revista fue demandada por violación de privacidad de las artistas.
En 2009, Core Magazine se convirtió en el principal editor de manga eroge en Japón, con 76 obras publicadas, superando a Akane Shinsha, la cual solo tenía 65. En julio de 2013, el editor principal de la editorial, Akira Ōta, y otros dos miembros del personal fueron arrestados por publicar manga parcialmente sin censura. Ota se declaró culpable en diciembre de 2013 y se disculpó por su irresponsabilidad.

## Revistas
- Bubka (ブブカ?)
- Comic Zero EX (コミック0EX?), revista mensual, la cual reemplazo a Comic Mega Plus (コミックメガプラス?) en 2007.[6]
- Comic Hotmilk (コミックホットミルク?)
- Comic Mega GOLD (コミックメガGOLD?)
- Comic MegaMilk (コミック メガミルク?), revista mensual, reemplazo de Comic Zero EX (コミック0EX?) en 2010.
- Comic MegaStore (コミックメガストア?)
- drap, yaoi magazine
- Comic Nyan2 Club GOLD (コミックニャン2倶楽部GOLD?)
- Gekiga Madmax (劇画ﾏｯﾄﾞﾏｯｸｽ?)
- Manga Bangaichi (漫画ばんがいち?)

### Revistas de videojuegos (eroge)
- MegaStore (メガストア?)
- G-type
- Voice-type